# 硫螺菌属
硫螺菌属，为硫髮菌科的一个属。该属的模式种为维氏硫螺菌（Thiospira winogradskyi）。

## 下属物种
- 维氏硫螺菌 Thiospira winogradskyi (Omelianski, 1905) Visloukh, 1914